# Otisco Lake
Der Otisco Lake ist ein See im Bundesstaat New York in den USA.
Er liegt im Südwesten der Stadt Syracuse im Onondaga County, als östlichster und siebtgrößter der elf Finger Lakes.
Der See ist 8,4 km lang und an seiner breitesten Stelle 1,2 km breit. Er hat eine Fläche von 8,9 km². 
Das Einzugsgebiet ist knapp 100 km² groß und besteht etwa hälftig aus Wäldern und Farmland. Sein Abfluss gelangt zuerst über den Ninemile Creek in den Onondaga Lake und von dort über die Flüsse Seneca River und Oswego River in den Ontariosee.
Der See entstand als Moränensee am Ende der letzten Eiszeit.

## Nutzung
Am Nordende wurde schon 1869 ein Staudamm gebaut, welcher den Wasserspiegel um etwa 2,7 m anhob. Dadurch sollte ein größeres Rückhaltevolumen geschaffen werden, um den Erie-Kanal zu speisen. Der Staudamm wurde 1908 um weitere 1,2 m erhöht, diesmal für eine Nutzung als Trinkwasserreservoir. Heute entnimmt die Onondaga County Water Authority (OCWA) dem See täglich mehr als 75.000 m³ Trinkwasser.
Freizeitangler holen regelmäßig Forellen aus dem Otisco Lake, kommerzielle Fischer fangen Zander und Hechte.

## Ökologischer Zustand
In der Mitte wird der See durch einen weiteren Damm mit einer Straße, dem Otisco Causeway, in zwei Hälften geteilt. Die beiden Hälften haben einen recht unterschiedlichen Charakter, weil die Südhälfte zu weiten Teilen aus überschwemmtem Sumpfgebiet entstanden ist und deshalb mehr organisches Material enthält. Zeitweise muss ein Bestand des versehentlich eingeschleppten eurasischen Tausendblatts bekämpft werden, die in nahen Gewässern ebenfalls beobachtete chinesische Wasserkastanie hat den See zum Glück noch nicht erreicht.